# 衡山
衡山（こうざん）は、道教の五岳の一つで、南岳、南山、寿岳などとも呼ばれる。中華人民共和国湖南省衡陽市にあり、南を司るとされる。最高峰は祝融峰の1,300.2m。72の峰々があり、主な峰は回雁峰・祝融峰・紫蓋峰・岳麓山になる。
古名を「寿岳」といい、戦国時代の「甘石星経」には二十八宿のうち人間の寿命を司るという軫星（軫宿）と対応づけられていた。また、神農氏がここで薬となる植物を採ったとの伝説がある。唐の時代に建てられたとされる南岳廟は湖南省最大の古代建築物であり、古来より多くの文人たち、李白や杜甫などがこの地で多くの詩歌を残した。そのため、中国の文化芸術の宝庫の地の一つとされている。中華人民共和国国家級風景名勝区（1982年認定）、中国の5A級観光地（2007年認定）である。
衡山は道教のみならず、仏教や民間信仰の聖地でもある。周囲にはお寺や廟・庵などが200以上あり、山の神として、火の神である祝融が民間信仰として祀られている。彼は黄帝からこの地の統治を命じられ、民に火の使い方を教え、万物を育んだ。死後は衡山の赤帝峰に埋葬されたという。現地では南岳聖帝とも呼ばれている。
また、釈尊こと釈迦牟尼仏の仏舎利が衡山の南台寺にある金剛舎利塔に安置されている。

## 関連項目

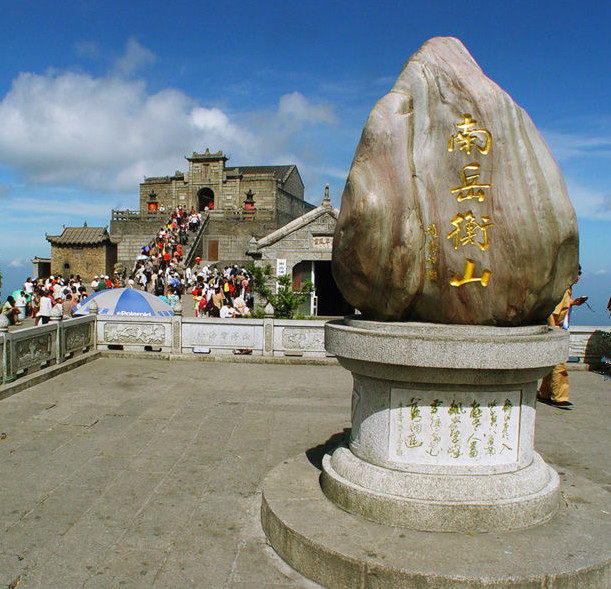
祝融峰

## 気候
| 衡山の気候             | 衡山の気候 | 衡山の気候 | 衡山の気候 | 衡山の気候 | 衡山の気候 | 衡山の気候 | 衡山の気候 | 衡山の気候 | 衡山の気候 | 衡山の気候 | 衡山の気候 | 衡山の気候 | 衡山の気候   |
| 月                     | 1月        | 2月        | 3月        | 4月        | 5月        | 6月        | 7月        | 8月        | 9月        | 10月       | 11月       | 12月       | 年           |
| ---------------------- | ---------- | ---------- | ---------- | ---------- | ---------- | ---------- | ---------- | ---------- | ---------- | ---------- | ---------- | ---------- | ------------ |
| 平均最高気温 °C （°F） | 3 (38)     | 5 (41)     | 11 (52)    | 16 (60)    | 18 (65)    | 22 (72)    | 25 (77)    | 24 (76)    | 21 (70)    | 16 (60)    | 11 (52)    | 7 (45)     | 14.9 (59)    |
| 平均最低気温 °C （°F） | −3 (27)    | −1 (30)    | 4 (39)     | 8 (47)     | 12 (54)    | 17 (63)    | 19 (67)    | 19 (66)    | 16 (60)    | 10 (50)    | 5 (41)     | 0 (32)     | 8.8 (48)     |
| 降水量 mm （inch）     | 48 (1.9)   | 84 (3.3)   | 173 (6.8)  | 211 (8.3)  | 198 (7.8)  | 193 (7.6)  | 254 (10.0) | 254 (10.0) | 147 (5.8)  | 165 (6.5)  | 109 (4.3)  | 43 (1.7)   | 1,875 (73.8) |
| 出典：Weatherbase      |            |            |            |            |            |            |            |            |            |            |            |            |              |